# Prêmio Estado da Baixa Saxônia

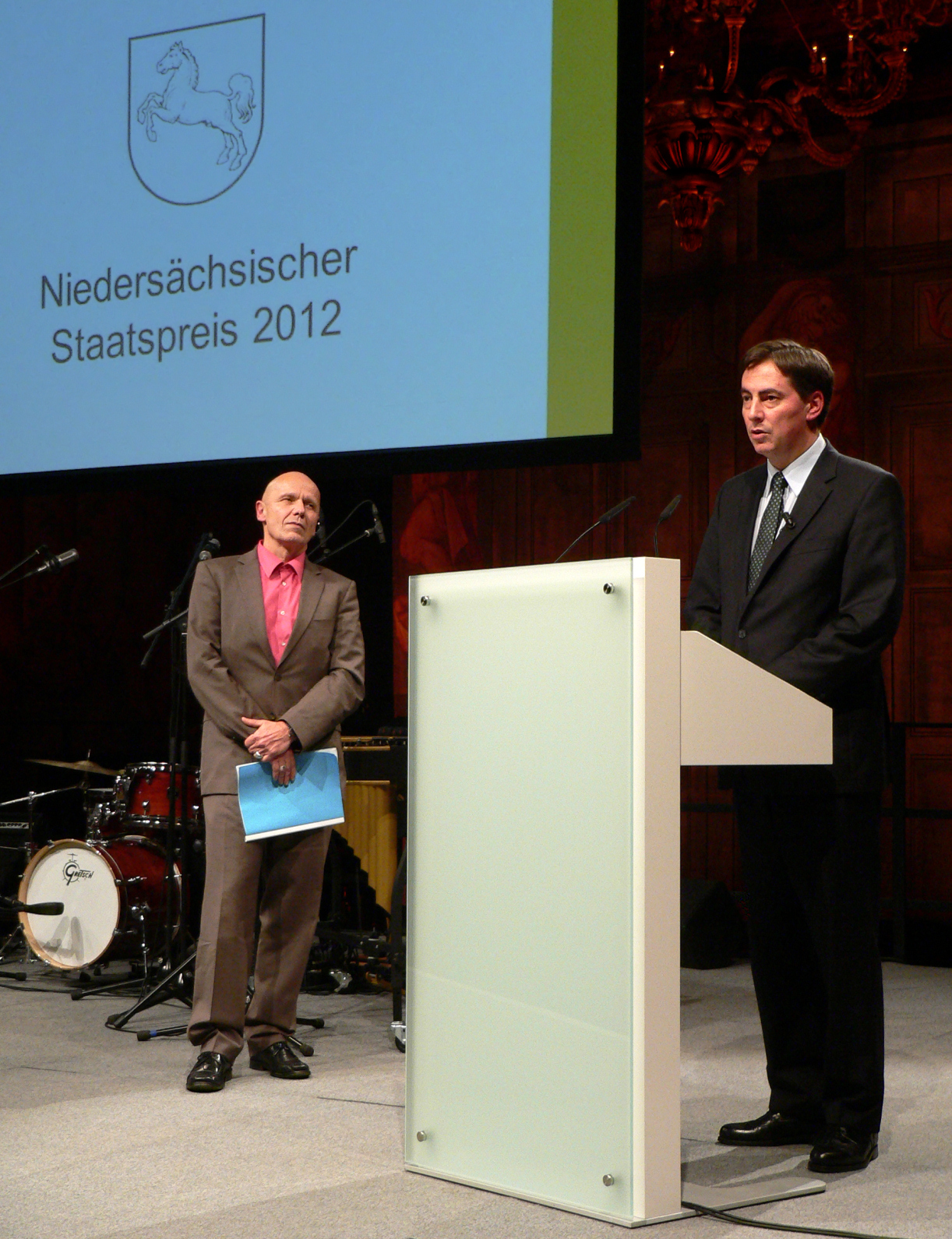
Concessão do Prêmio Estado da Baixa Saxônia em 2012 a Georg Klein pelo ministro-presidente David McAllister

O Prêmio Estado da Baixa Saxônia (em alemão:  Niedersächsische Staatspreis, antes denominado Niedersachsenpreis) é uma condecoração concedida pelo estado da Baixa Saxônia desde 2002, em nome do ministro-presidente.
O prêmio condecora pessoas que contribuíram nas áreas da cultura, feminismo, ciências sociais, ciências e economia na Baixa Saxônia. É dotado com 35.000 Euros.

## Recipientes
| Ano  | Publicística            | Cultura                                  | Ciência                              |
| ---- | ----------------------- | ---------------------------------------- | ------------------------------------ |
| 1978 | Walter Kempowski        | Knabenchor Hannover (Ltg.: Heinz Hennig) | Reinhold Tüxen                       |
| 1979 | Fritz Wolf              | Eduard Lohse                             | Georg Schnath                        |
| 1980 | Wolfgang Wagner         | Richard Oelze                            | Manfred Eigen                        |
| 1981 | Westermanns Monatshefte | Dieter Oesterlen                         | Heinz Hundeshagen                    |
| 1982 | Friedrich Bohne         | Helmut Ottenjann                         | Walter Bruch                         |
| 1983 | Walther Killy           | Alfred Koerppen                          | Günther Patzig                       |
| 1984 | Hugo Dittberner         | Emil Cimiotti                            | Fritz Sennheiser                     |
| 1985 | Guntram Vesper          | Karl-Heinz Kämmerling                    | Günter Schmahl                       |
| 1986 | -                       | Harry und Guntram Hillebrand             | Franz Wieacker                       |
| 1986 | -                       | Jürgen Ahrend                            | -                                    |
| 1987 | Franz Schmedt           | Mädchenchor Hannover                     | Rudolf Pichlmayr                     |
| 1988 | -                       | Arne Eggebrecht                          | Madjid Samii, Hellmut Glubrecht      |
| 1989 | -                       | Richard Jakoby                           | Fritz Peter Schäfer, Albrecht Schöne |
| 1990 | -                       | Helen Donath                             | Paul Raabe, Erwin Neher              |
| 1991 | Kurt Morawietz          | Henri Nannen                             | Bernhard Ulrich                      |
| 1992 | Eike Christian Hirsch   | Lajos Rovatkay                           | Manfred Schroeder                    |
| 1993 | Ruth Klüger             | Christiane Möbus                         | Andreas Büchting                     |
| 1994 | Petra Muschaweck-Kürten | Thomas Quasthoff                         | Ernst G. Bauer                       |
| 1995 | Tilman Zülch            | Ruth Falazik                             | Jens Frahm                           |
| 1996 | Oskar Negt              | Sabine Meyer                             | Hans-Georg Musmann                   |
| 1997 | Uri Avnery              | Gunter Hampel                            | Wolfgang Junge                       |
| 1998 | Heinz Ludwig Arnold     | Doris Dörrie                             | Ernst Schubert                       |
| 1999 | Gerlind Reinshagen      | Ingo Metzmacher                          | Heinz Haferkamp                      |

Im Jahr 2000 wurde die Auszeichnung nicht vergeben. 2001 wurde die Aufteilung in die Kategorien Publizistik, Kultur und Wissenschaft aufgegeben. Ausgezeichnet wurden der Künstler und Hochschullehrer Timm Ulrichs und der Unternehmer Jürgen Großmann.

## Recipientes do Niedersächsische Staatspreises

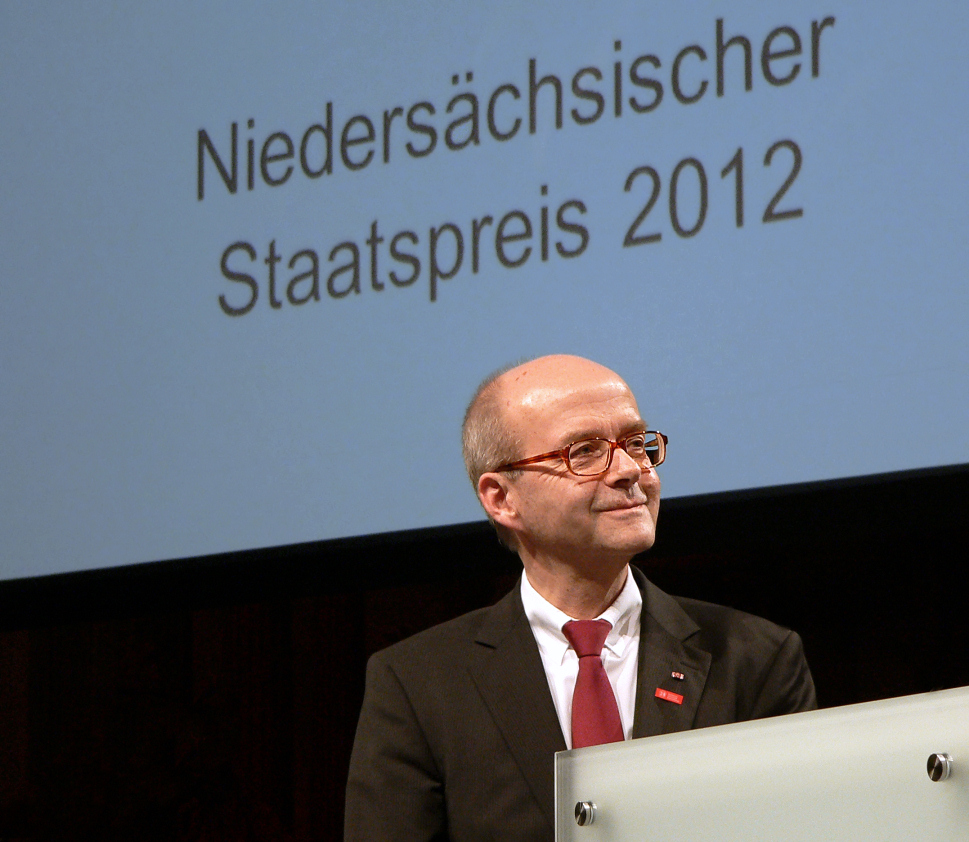
Preisträger Ulrich Reimers 2012

- 2002 Axel Haverich (Mediziner und Wissenschaftler)
- 2003 Georg Baselitz (Maler und Bildhauer)
- 2004 Peter Gruss (Biologe, Präsident der Max-Planck-Gesellschaft)
- 2005 Hans Georg Näder (Unternehmer), Christiane Iven (Sängerin)
- 2006 Gerhard Steidl (Verleger), Christian von Bar (Rechtswissenschaftler)
- 2007 Heinz Rudolf Kunze (Musiker und Autor), Eva-Maria Neher (Biochemikerin, Leiterin des Schülerlabors XLAB)
- 2008 Stefan Hell (Physiker, Direktor am Max-Planck-Institut für biophysikalische Chemie in Göttingen)
- 2009 Aloys Wobben (Windenergieunternehmer) und Heinrich Riebesehl (Fotograf)
- 2010 Wilhelm Krull (Generalsekretär der VolkswagenStiftung) und Ulrich Tukur (Schauspieler)
- 2012 Georg Klein (Schriftsteller) und Ulrich Reimers (Wissenschaftler) [1] [2]